# FK Sunkar
Suñqar FK Qaskeleñ (Kazachs Сұңқар ФК Қаскелең) was een Kazachse voetbalclub uit Qaskeleñ in de Oblast Almaty.
De club werd in 2004 opgericht als Qarasay Sarbazdarı FK Qaskeleñ (Kazachs Қарасай Сарбаздары Қаскелең): Qarasay is de streek waarin het stadje Qaskeleñ ligt, op zo'n 20 kilometer van Almaty. De club nam in 2004 onmiddellijk deel aan de Pervoj-Liga en eindigde als tweede. Financiële problemen noopten de club zich terug te trekken, maar in 2007 was de club weer aanwezig in de Eerste Divisie. In 2009 werd de huidige naam aangenomen. Het verblijf op het tweede niveau zou vijf jaar duren: in 2011 werd de ploeg kampioen en promoveerde voor het eerst naar de Premjer-Liga, maar degradeerde meteen weer. 
De club had in de stad Qaskeleñ een eigen stadion, Tauelsizdıq 10 Jıldığı Stadïon, dat plaats biedt aan 2.500 toeschouwers, maar werkte zijn wedstrijden  af in het Dïnamo Stadïon in Almaty. In januari 2015 ging de club failliet.

## Erelijst
- Kampioen van de Pervoj-Liga

2011

## Historie in dePremjer-Liga
| Jaar | Competitie   | Prestatie                                    | (Naam) |
| ---- | ------------ | -------------------------------------------- | ------ |
| 2004 | Superliga    |                                              |        |
| 2005 | Superliga    |                                              |        |
| 2006 | Superliga    |                                              |        |
| 2007 | Superliga    |                                              |        |
| 2008 | Premjer-Liga |                                              |        |
| 2009 | Premjer-Liga |                                              |        |
| 2010 | Premjer-Liga |                                              |        |
| 2011 | Premjer-Liga |                                              |        |
| 2012 | Premjer-Liga | 13de plaats in de competitie en gedegradeerd |        |
| 2013 | Premjer-Liga |                                              |        |

## Naamsveranderingen
Alle naamswijzigingen van de club op een rijtje:
| Jaar (Datum) | Nieuwe naam (Russisch: Nederlandse transcriptie) (Kazachs: Qaydar-transcriptie) | Nieuwe Russische naam (t/m 1991) | Nieuwe Kazachse naam (vanaf 1992) |
| ------------ | ------------------------------------------------------------------------------- | -------------------------------- | --------------------------------- |
| 2004         | Qarasay Sarbazdarı FK Qaskeleñ                                                  |                                  | Қарасай Сарбаздары Қаскелең       |
| 2009         | Suñqar FK Qaskeleñ                                                              |                                  | Сұңқар ФК Қаскелең                |

## Bekende (ex-)spelers
- Miloš Adamović

- Azat Nurgalijev

- Nikola Tonev